# Marina da Glória
Marina da Glória è un porto turistico situato nel quartiere Glória di Rio de Janeiro, bagnato dalle acque della baia di Guanabara. È circondato dal parco Brigadeiro Eduardo Gomes, noto colloquialmente come Aterro do Flamengo.

## Storia
Il porto venne commissionato nel 1975 dall'allora presidente del'Empresa de Turismo do Município do Rio de Janeiro Vitor Pinheiro e fu successivamente inaugurato nel 1979, diventando all'epoca il primo porto turistico del paese.
Nel 2007 in occasione dei XV Giochi panamericani funse da partenza e arrivo per le competizioni velistiche. Il 30 luglio 2011 ospitò invece il sorteggio per le qualificazioni alla Coppa del Mondo FIFA 2014, primo evento ufficiale della competizione calcistica svoltasi in Brasile nel 2014.
Nell'agosto 2016 vennero svolte nella zona le gare di vela dei Giochi della XXXI Olimpiade e per l'occasione furono costruite delle tribune temporanee capaci di accogliere fino a 10.000 spettatori. La zona fu sottoposta anche ad importanti lavori di ristrutturazione che hanno comportato la riformulazione dei pontoni, la creazione di un centro gastronomico e il miglioramento delle reti fognarie, elettriche e idriche.